# 致幻剂
致幻剂（hallucinogen，hallucinogenic agent/drug）又称幻覺劑，是药理学上對迷幻药物、解离药物和譫妄药物的統稱，属于一类天然或合成的精神活性物质（精神药物），包括吲哚胺类、甲氧基苯乙胺类、四氢大麻酚类等。能够引起意识状态改变，类似急性精神病，并导致严重的行为紊乱。
致幻剂产生的作用主要是使人产生幻觉，即改变人的知覺、思維、情绪以及意识。最根本的致幻剂是迷幻药物，解离药品让人产生无痛麻醉感、记忆缺失乃至昏厥感受，致谵妄药则是使人陷入癫狂状态。
由 L. E. Hollister 提出致幻剂的标准：
- 与其他药效相比，改变思維、认知和情绪应为主导效果
- 没有或仅有轻微的智力及记忆损害
- 在产生上述药理效应的剂量下不应出现神志淡漠或昏迷
- 没有或仅有轻微的自主神经系统副作用

并非所有的致幻剂都可以产生同样的效果，同样的药物在不同情境下對同一个体也会产生不同的效果。

## 藥物歷史
迷幻药物、解离药物和譫妄药物在醫學與宗教上有相當長的使用歷史。可上溯至新石器时代。人类最早的哲学与神学思想的萌芽可能就受惠于致幻物质的使用。巫覡宗敎將其使用在治癒、占卜、通過儀式與綜攝等活動上。當迷幻藥物或其他物質，例如菸草，被使用於宗教用途時就稱為宗教致幻劑。在某些國家或特定區域，有些迷幻藥物在許可的宗教儀式中使用是合法的。例如麦司卡林在加拿大被列在第三類管制藥品與物質清單中，但使用烏羽玉在加拿大是合法的。從二十世紀中期開始，西方社會開始重視迷幻藥物。迷幻藥物被嘗試使用在治療憂鬱症、創傷後壓力症候群、強迫症、酗酒、藥物成癮、叢集性頭痛等疾症。早期軍事研究著重在其作為失能劑的用途。情報機構期望能將其用於質問，但成效不佳。
在同一時期，迷幻藥物在西方被廣泛使用在直接的宗教體驗、強化創造力、個人發展、以及拓展心智等用途。迷幻藥物的使用在1960年代期間反文化的社會活動及世代間反叛與抗爭的環境下也佔了重要地位。
在現今許多禁令的規制下，迷幻藥物仍然被使用在娛樂、靈性、醫療等用途。 Multidisciplinary Association for Psychedelic Studies, MAPS 與 Heffter Research Institute 等機構致力於研究此類藥物的安全與效用。許多認知自由與倫理機構中心也正在推動相關立法。 在基礎科學領域中，致幻劑被用以研究心智與大腦。研究致幻劑的實驗在1960年代晚期中斷，期間此類藥物的醫療研究紀錄甚少，直到近十年才又再度開始。致幻劑也曾經直接用在人體研究，例如 Roland Griffiths 與其同事所進行過的實驗。

## 分类
根据化学结构，广义上可以分为两类：
- 吲哚烷胺类
  - 简单色胺类（比如DMT, 5- MeO -DMT，psilocin）
  - α-甲基色胺类（比如α-甲基色胺，5-甲氧基- α-甲基色胺）
  - 麦角碱类（比如LSD）
  - β-咔啉类（比如harmala alkaloids）
- 苯烷胺类
  - 苯乙胺类（比如mescaline）
  - 苯异丙胺类（比如DOM, DOB, DOI）

## 精神药理学
致幻剂所产生的效应难以预测，常常取决于使用者自身的心理预期以及所处的环境。致幻剂往往是强大的非特异性的脑内生化与生理进程的放大器或催化剂。一个使用者多次使用同一剂量的同一种致幻剂，其每次的体验可能会显著不同。

## 迷幻藥物（典型致幻劑）

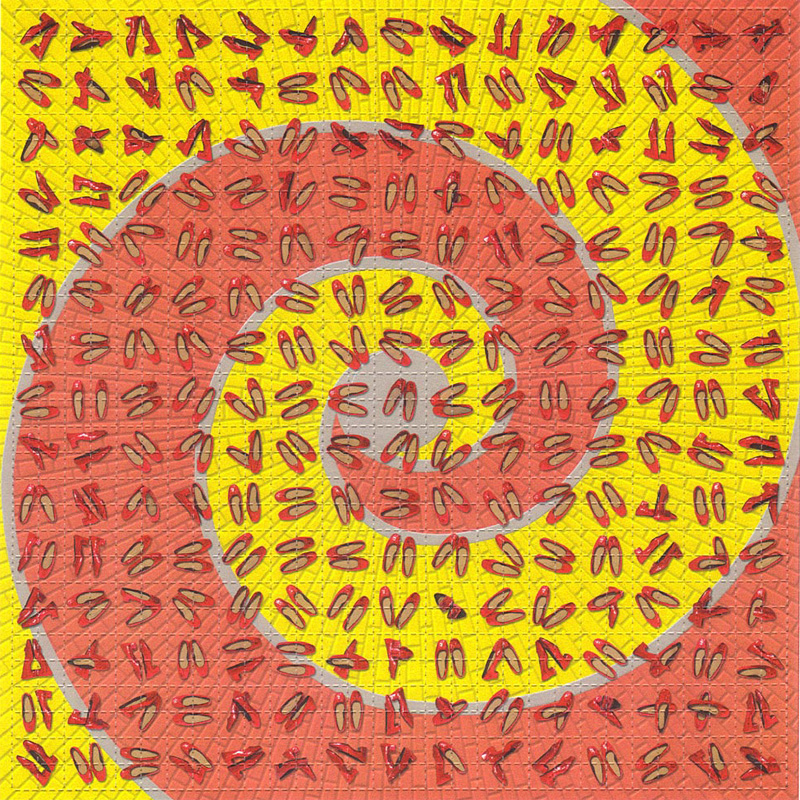
900單位劑量的 LSD 吸墨紙

迷幻藥物主要效用為改變知覺，此類藥物包括麥角酸胺類的LSD與LSA、色胺類的裸蓋菇素與DMT、苯乙胺類的仙人球毒鹼、DOB 與 2C-B。
迷幻藥物與致精神錯亂劑、致幻劑等名稱混用，因此迷幻藥物可以泛指典型致幻劑（LSD、裸蓋菇素、仙人球毒鹼）、神入感激发剂-放心藥（MDMA）、大麻類物質、以及某些解離藥物（墨西哥鼠尾草、K他命）。當稱呼 LSD 類的迷幻藥物時，學術作者會使用「典型致幻劑」，源自 Glennon (1999) 的定義：「典型致幻劑為符合 Hollister 原始定義的藥劑，或符合（一）與 5-HT2 血清素受體結合及（二）能夠由受過鑑別 1-(2,5-dimethoxy-4-methylphenyl)-2-aminopropane (DOM) 訓練的動物辨識出來。」。當「迷幻藥物」用來專門稱呼 LSD 類藥物（典型致幻劑）時，就需要更進一步定義。
常見的草藥類或蕈類迷幻藥物包括素傘蕈屬的裸蓋菇、死藤水製劑（含Psychotria viridis，有效成分為Harmaline）、以及烏羽玉。
動物性迷幻藥物則取自某些兩棲動物的分泌物，常見的例子是科羅拉多河蟾蜍。
關於致幻劑如何造成幻覺體驗的解釋模型，最早在阿道斯·赫胥黎的著作《众妙之门》提出「減壓閥」概念。其論述為致幻藥物會抑制大腦選擇性防止某些知覺、情緒、記憶或想法到達意識層面的「過濾」能力。這種延伸意識體驗範圍的效應稱為「心智擴展」或「意識擴展」。
迷幻藥物的體驗和藥物劑量相關，也會受到服用者的心智狀態與所處環境影響。「旅程」從短促的DMT體驗到可持續數日的伊博格鹼（ 一种存在与灌木中，可以改变大脑功能的生物碱）體驗不等。適合劑量也從極低的LSD到相對較高的仙人球毒鹼都有。有些藥物，例如聽覺致幻的二异丙基色胺，僅影響特定知覺；有些藥物則會影響不同程度的整體知覺。有些作用主要針對個人體驗，而有些則是作用於社交連結體驗。
雖然自然界藥物的使用與關於其致命率的延伸研究已有相當長的歷史；近代有大量尚未研究完成的迷幻藥物製造（不少是由 Alexander Shulgin 製造並紀錄在著作 PiHKAL 以及 TiHKAL），其中還存有不少潛在危害，尤其是迷幻藥物-安非他命類藥物。因此即使在正常劑量也無法斷言迷幻藥物對人體無傷害性。

## 解离药物

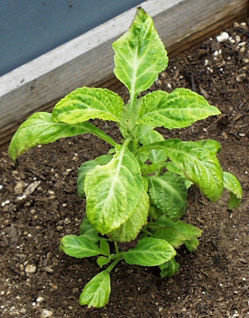
墨西哥鼠尾草 Salvia divinorum

解離藥物在麻醉劑量時能產生止痛、失憶、強直性暈厥的效果，同時也會引發與周遭環境的脫離感，因而達到「解離麻醉」。解離的症狀包括「意識、記憶、身分識別、思緒的整合功能」崩潰或區隔化。p. 523輸入感覺的解離會造成失實，對於外界產生如夢或不實際的感受。其他解離體驗包括人格解體：感覺從自身肉體脫離；感覺到超現實；像是從外界觀看而無法控制；即使知道鏡子裡的影像是自己卻還是無法辨識。希蒙（2004）寫到：「……對於解離經驗的常見描述：從外界觀看自身（像是在看電影）；靈魂出竅；越過動作的感受；以整體視角觀測部分行動……」